# Partido Liberal Italiano
O Partido Liberal Italiano (em italiano: Partito Liberale Italiano, PLI) foi um partido político da Itália.
O PLI nasceu em 1922, descendente do pensamento liberal que, reinou em Itália até à 1ª Guerra Mundial. O PLI decidiu fazer uma aliança com o Partido Fascista Italiano, até ao momento em que o fascismo se afirmou em Itália.
Em 1925, Mussolini baniu o PLI, bem como outros movimentos políticos.
O PLI foi refundado em 1943, situando-se no centro-direita e, adoptando uma linha conservadora, liberal no sentido clássico, defensor do livre-comércio e, de, uma Itália alinhada com o mundo ocidental.
Durante a I República italiana, entre 1946 a 1994, o PLI integrou vários governos liderados da Democracia Cristã.
Após a queda da I República, na sequência da Operação Mãos Limpas, tal como outros partidos, o PLI desapareceu e foi sucedido pela Federação dos Liberais.

## Resultados eleitorais

### Eleições legislativas

#### Câmara dos Deputados
| Data | CI.    | Votos     | %           | +/-    | Deputados | +/-    | Status   | Notas  |
| ---- | ------ | --------- | ----------- | ------ | --------- | ------ | -------- | ------ |
| 1924 | 7.º    | 233 521   | 3,3 / 100,0 |        | 15 / 535  |        | Oposição |        |
| 1929 | Banido | Banido    | Banido      | Banido | Banido    | Banido | Banido   | Banido |
| 1934 | Banido | Banido    | Banido      | Banido | Banido    | Banido | Banido   | Banido |
| 1946 | 4.º    | 1 560 368 | 6,8 / 100,0 |        | 33 / 556  |        | Governo  | na UDN |
| 1948 | 4.º    | 1 003 727 | 3,8 / 100,0 | 3,0    | 15 / 574  | 19     | Governo  | no BN  |
| 1953 | 7.º    | 815 929   | 3,0 / 100,0 | 0,8    | 13 / 590  | 2      | Governo  |        |
| 1958 | 6.º    | 1 047 081 | 3,5 / 100,0 | 0,5    | 17 / 596  | 4      | Oposição |        |
| 1963 | 4.º    | 2 144 270 | 7,0 / 100,0 | 3,5    | 39 / 630  | 22     | Oposição |        |
| 1968 | 4.º    | 1 850 650 | 5,8 / 100,0 | 1,2    | 31 / 630  | 8      | Oposição |        |
| 1972 | 6.º    | 1 300 439 | 3,9 / 100,0 | 1,9    | 20 / 630  | 11     | Oposição |        |
| 1976 | 8.º    | 480 122   | 1,3 / 100,0 | 2,6    | 5 / 630   | 15     | Oposição |        |
| 1979 | 8.º    | 712 646   | 1,9 / 100,0 | 0,6    | 9 / 630   | 4      | Governo  |        |
| 1983 | 7.º    | 1 066 980 | 2,9 / 100,0 | 1,0    | 16 / 630  | 7      | Governo  |        |
| 1987 | 9.º    | 809 946   | 2,1 / 100,0 | 0,8    | 11 / 630  | 5      | Governo  |        |
| 1992 | 8.º    | 1 121 264 | 2,9 / 100,0 | 0,8    | 17 / 630  | 6      | Governo  |        |

#### Senado
| Data | CI. | Votos     | %           | +/- | Deputados | +/-     | Notas |
| ---- | --- | --------- | ----------- | --- | --------- | ------- | ----- |
| 1948 | 3.º | 1 222 419 | 5,4 / 100,0 |     | 7 / 237   |         | no BN |
| 1953 | 7.º | 695 816   | 2,9 / 100,0 | 2,5 | 3 / 237   | 4       |       |
| 1958 | 6.º | 1 012 610 | 3,9 / 100,0 | 1,0 | 4 / 246   | 1       |       |
| 1963 | 4.º | 2 043 323 | 7,4 / 100,0 | 3,5 | 18 / 315  | 14      |       |
| 1968 | 4.º | 1 943 795 | 6,8 / 100,0 | 0,6 | 16 / 315  | 2       |       |
| 1972 | 6.º | 1 319 175 | 4,4 / 100,0 | 2,4 | 8 / 315   | 8       |       |
| 1976 | 7.º | 438 265   | 1,4 / 100,0 | 3,0 | 2 / 315   | 6       |       |
| 1979 | 7.º | 691 718   | 2,2 / 100,0 | 0,8 | 2 / 315   | Estável |       |
| 1983 | 7.º | 834 771   | 2,7 / 100,0 | 0,5 | 6 / 315   | 4       |       |
| 1987 | 8.º | 700 330   | 2,2 / 100,0 | 0,5 | 3 / 315   | 3       |       |
| 1992 | 9.º | 939 159   | 2,8 / 100,0 | 0,6 | 4 / 315   | 1       |       |

### Eleições europeias
| Data | CI. | Votos     | %           | +/- | Deputados | +/- | Notas                 |
| ---- | --- | --------- | ----------- | --- | --------- | --- | --------------------- |
| 1979 | 7.º | 1 271 159 | 3,6 / 100,0 |     | 3 / 81    |     |                       |
| 1984 | 5.º | 2 140 501 | 6,1 / 100,0 | 2,5 | 2 / 81    | 1   | Aliança com PRI       |
| 1989 | 5.º | 1 532 388 | 4,4 / 100,0 | 1,7 | 0 / 81    | 2   | Aliança com PRI e FED |